# Comté de Fulton (Indiana)
Pour les articles homonymes, voir Comté de Fulton.
Le comté de Fulton (anglais : Fulton County) est un comté de l'État de l'Indiana, aux États-Unis. Il comptait 104 093 habitants en 2000. Son siège est Rochester.